# めぐろ区民キャンパス
めぐろ区民キャンパス（めぐろくみんキャンパス）とは、目黒区八雲1丁目の（旧）東京都立大学人文学部（八雲キャンパス）跡地利用計画によって整備された目黒区の複合施設である。

## 施設
- めぐろパーシモンホール（大ホール：最大1,200席）
- 八雲体育館
- 目黒区立八雲中央図書館
- セレモニー目黒（葬儀専用式場）
- 身体障害者センターあいアイ館
- 4号棟 - 7号棟（住宅棟）

## アクセス
- 東急東横線都立大学駅より徒歩7分
- 「めぐろ区民キャンパス」バス停留所より徒歩1分
  - 黒07系統 目黒駅～弦巻営業所
  - 都立34系統 三宿、野沢龍雲寺～東京医療センター
  - 多摩01系統 多摩川駅～東京医療センター
  - 都立01系統 都立大学駅北口～弦巻営業所